# Evidence
Evidence er en amerikansk stumfilm fra 1915 af Edwin August.

## Medvirkende
- Edwin August som Curley Lushington.
- Lillian Tucker som Lady Una Wimbourne.
- Haidee Wright som Duchess.
- Florence Hackett som Mrs. Ebengham.
- Richard Temple som Pollock.